# NGC 152
NGC 152 ist ein offener Sternhaufen im Sternbild Tukan.
Das Objekt wurde am 20. September 1835 von dem britischen Astronomen John Herschel entdeckt.